# Hans Verduijn
Hans Verduijn, född 1946 i Breukelen i Nederländerna, är en svensk målare och grafiker. Verduijn arbetar både med grafik och med oljemåleri. Medlem i Avokadogruppen, Frequenzengruppen, Nine Dragon Heads-gruppen samt i Lukasgillet.

## Utbildning
- Målarskolan Forum, Malmö, 1968–71
- Grafikskolan Forum, Malmö 1971–76
- Ateljé 17, Paris, 1986